# Son Fe
Son Fe és una possessió d'Alcúdia (Mallorca) al vessant de ponent de la serra de Son Fe
És enmig del terreny on es troben la majoria de les possessions alcudienques. Son Fe es troba a peu de la carretera de Palma-Alcúdia, km 46.
Jaume el Conqueridor el va atorgar al seu parent, Pere de Montpeller durant el repartiment de Mallorca, donant-la el nom de Montitxel·lo o possessió de Montitxel·la. En 1651 passà a formar part del patrimoni de Francesc Fe, militar mallorquí. Amb el pas del temps, aquesta possessió canvià de nom i passà a ser coneguda com a Son Fe, en honor del militar que la va adquirir a mitjans del segle xvii. Per aquella època ja era considerada com una de les possessions més grans i impressionants de la localitat. Al segle xviii passà a la família noble dels Verins (llinatge: de Verí) que la veneren el segle xx a la família Bennàsser. Poc temps després la finca va ser dividida en diferents parts i la part de la muntanya passà a Miquel Ferrer d'Alcúdia, mentre que la part nord passà a les monges agustines d'Alcúdia. De vers 1935 les monges construïren un nou convent que duia el nom actual de Son Fe, un lloc per la meditació religiosa. Per aquella època, les Mines de Son Fe funcionaven i les filles dels miners anaven a aquesta finca a escola, ja que les agustines s'han dedicat de sempre a l'ensenyança.
Des de la dècada dels 80 i fins a l'actualitat, Son Fe, coneguda com a Casa d'Espiritualitat de Son Fe, acull trobades religioses, culturals i d'esplai, a més de ser una de les residències de vacances per les monges agustines de Mallorca. Té una capacitat per 40 persones i compta amb instal·lacions esportives. Les cases de la possessió foren comprades per les agustines en 1985 i fan servir de museu etnològic i d'escola de natura.